# La Cara B
La Cara B es el segundo álbum de estudio del rapero mexicano Santa RM en colaboración con el artista Kryz. El álbum fue publicado el 15 de julio de 2014 por el sello discográfico JJ Entertainment. Fue grabado y editado en Más Sabor Estudio, cuenta con colaboraciones de Santaflow, Kryz, Norykko y C-Kan.

## Lista de canciones
1.La Cara B
2.Welcome To My Barrio
3.M.U.S.A ( Ft. Marthin Mudo)
4.Suena
5.Perfume De Mujer
6.Juego Mental (Ft. Norykko & Santaflow) 
7.4:00 AM. (Ft. Niño Problema) 
8.Somos Tres
9.Dame Una Hora (Ft.Norykko & C-Kan) 
10.Te Tocó Perder ( Kryz)
11.Love Me
12.Yo Vengo 
13.Asul 
14.Hoy Quiero Dejarlo Todo